# Raúl Carlos Migone
Raúl Carlos Migone (Buenos Aires, 12 de marzo de 1898 - 1978) fue un abogado y diplomático argentino. Fue ministro de Trabajo y Previsión del presidente de facto Pedro Eugenio Aramburu entre 1955 y 1956, embajador argentino en Brasil y los Países Bajos.

## Actividad política
Luego del golpe de 1955 se produjo por una parte la ocupación de todos los locales sindicales combinado con represión y encarcelamiento para numerosos delegados fabriles y activistas sindicales. Al tomar el poder Pedro Eugenio Aramburu impulsa una política antiobrera que incluyó: proscripción de dirigentes sindicales peronistas; intervención de la CGT; se declararon nulas y disueltas las comisiones internas por parte del Ministerio de Trabajo; nombramiento de Interventores Militares en todos los  sindicatos; derogación de la Ley de Asociaciones Profesionales, quedando restringido el derecho de huelga. Al momento de su designación como Ministro por el dictador Pedro Eugenio Aramburu, se encontraba retirado. Durante su gestión se dio una extensa huelga de trabajadores de astilleros en 1956. La llamada “Huelga de los Locos” hace referencia al paro protagonizado por los miembros de la Federación de Obreros en Construcciones Navales-Autónoma (FOCN) entre octubre de 1956 y noviembre de 1957, siendo la huelga más extensa de la clase obrera argentina en el siglo XX. desarrollo de los Ferrocarriles Argentinos. Durante su gestión se dictó el primer estatuto que reconocía derechos laborales al personal doméstico, que hasta ese momento se regía por el Código Civil, que siguió vigente sin modificaciones hasta 2013. Durante su gestión se intervino la C.G.T. y los sindicatos, mientras se sucedían los encarcelamientos, y torturas a delegados gremiales, no se limitó a castigar a la cúpula sindical, continuó con los estratos más bajos de la organización de los trabajadores y declaró disueltas las Comisiones Internas.
Las cajas de jubilaciones de asalariados tuvieron entre 1950 y 1954 un superávit que rondaba el 4 por ciento del PBI, el resultado se revirtió rápidamente tras el golpe de Estado y las cajas pasaron a exhibir un elevado déficit, a partir de 1955/6 la jubilación media se redujo en un tercio en moneda constante, a una tasa de descenso aún mayor que la de los salarios. El decreto/ley 9270/56, eliminó la personería gremial que otorgaba determinados derechos a los sindicatos más representativos. Finalmente fue designado embajador en los Países Bajos entre 1958 y 1960. También fue cónsul general en Canadá. Fue delegado de la Organización de Estados Americanos en Europa en la década de 1960. Esta intransigencia del régimen llevó a que los metalúrgicos se embarquen en una histórica huelga que duraría seis semanas. La medida duró 40 días generando gran impacto social. El ejército y la policía reprimieron ferozmente. Las demandas de lo trabajadores se centraron cada vez más en la libertad de los presos políticos- que en diciembre eran más de 400- y la reincorporación de los despedidos. Cuenta el historiador Daniel James  que la policía amenazó a los comerciantes para que no abran crédito a los huelguistas, pero aun así los apoyaron demostrando la relación solidaria. La ofensiva de la patronal amparada por el dictador Aramburu fue durísima, la huelga metalúrgica dejó un saldo de 12 mil despedidos y perseguidos políticos.
Luego del golpe de 1955, se produjo por una parte la ocupación de los locales sindicales por los grupos de choque denominados comandos civiles y, por otra, represión y cárcel para numerosos delegados fabriles y activistas sindicales. Luego del desplazamiento de Lonardi y al asumir a mediados de noviembre, Pedro Eugenio Aramburu lo hizo impulsando una política antiobrera que incluyó: proscripción de dirigentes sindicales peronistas; intervención de la CGT; se declararon nulas y disueltas las comisiones internas por parte del Ministerio de Trabajo; nombramiento de Interventores Militares en numerosos sindicatos; derogación de la Ley de Asociaciones Profesionales, quedando restringido el derecho de huelga; represión e intimidación del sindicalismo, con el arresto de cientos de dirigentes sindicales; sanción del decreto 7107 de abril de 1956 que excluía de cualquier actividad a todos los que se hubieran desempeñado en la conducción de la CGT o sus sindicatos.